# إيملي روني
إيملي روني (بالإنجليزية: Emily Rooney)‏ هي مقدمة برامج إذاعية أمريكية، ولدت في 17 يناير 1950 في Rowayton, Connecticut ‏ في الولايات المتحدة.